# テープリライト (企業)
テープリライト株式会社は、東京都千代田区に本社を置くテープ起こし（文字起こし）の専門会社である。日本語音声データの文書化を中心に、外国語音声データの文書化（オーディオライティング）および翻訳、出張録音、出版・編集などの業務を行っている。
なお、テープ起こしを意味する造語「テープリライト」はテープリライト株式会社の登録商標である。

## 沿革
- 1963年（昭和38年） - 田鎖式の速記者であった渡辺博史により創業（個人営業）。
- 1965年（昭和40年） - 「有限会社 録音速記」設立。
- 1970年（昭和45年） - 株式会社化。「株式会社 録音速記」となる。
- 1983年（昭和58年） - 「テープリライト株式会社」に社名変更。
- 1988年（昭和63年） - 藤村勝巳が第2代社長に就任。
- 1999年（平成11年） - グループ会社「関西テープリライト」開業。
- 2001年（平成13年） - グループ会社「彩テープリライト」設立。
- 2007年（平成19年） - 「彩テープリライト」を合併し、同社代表柳井貞樹が専務取締役就任。
- 2008年（平成20年） - 柳井貞樹が第3代社長に就任。

## 主な加入団体
- 一般社団法人 日本編集制作協会 (AJEC)
- 日本記録業協会(JTRA)

## 会社概要
- 名称 - テープリライト株式会社（英：Taperewrite Inc.）
- 設立 - 1965年（昭和40年）
- 本社 - 東京都千代田区神田淡路町1-5-2 及川ビル4F
- 資本金 - 2,000万円